# 徐紹楨
徐 紹楨（じょ しょうてい）は清末民初の軍人。辛亥革命では革命派に属し、護法運動以降も孫文（孫中山）を補佐した。字は固卿。祖籍は浙江省杭州府銭塘県。なお「徐紹禎」の表記は誤りである。

## 事績

### 清末の活動
地方官僚の家庭に生まれる。幼い頃から学問に親しんだが、後に実学・軍事学への関心も示した。1894年（光緒20年）、甲午科挙人となる。以後、両広藩署幕僚、江蘇省候補道員を歴任した。
その後、日本へ軍事の視察に赴き、1904年（光緒30年）、両江兵備処総弁となる。ここで新軍の訓練に責任を負った。翌年、江南新軍第9鎮が設立されると、徐紹楨が統制（師長に相当）に任じられている。さらに江南緑営総兵官や江北提督も兼任した。徐紹楨は当初立憲派の思想に近かったが、立憲が実現しない状況に失望し、次第に革命派に心を寄せるようになる。徐配下にも趙声・柏文蔚など革命派士官が多く、徐は彼らをよく庇護した。
1911年（宣統3年）、武昌起義が勃発する。徐紹楨は革命派に与し、江浙聯軍総司令に推戴された。11月、徐は江浙聯軍を率いて南京を攻撃し、清軍の統領王有宏を戦死させて南京を占領している。1912年（民国元年）1月、南京に中華民国臨時政府が成立すると、孫文から南京衛戍総督に任ぜられた。

### 民国での活動
袁世凱が臨時大総統となった後の同年4月、徐紹楨は北京政府中央において参謀総長に任命された。しかし徐は袁を嫌い、実際には就任しなかった。1914年（民国3年）6月、参政院参政となる。翌年6月、冊封外蒙古博克多哲布尊丹巴呼図克図専使に任ぜられ、同年に殖辺銀行を創業した。1917年（民国6年）、徐紹楨は孫文の護法運動に参加する。翌年3月、軍政府衛戍総司令代理に任ぜられ、さらに陸軍部練兵処督弁も兼任した。
1920年（民国9年）6月、徐紹楨は両広各路招討軍総司令に任命され、翌年5月には総統府参軍長に任ぜられている。1923年（民国12年）2月、広東省省長に任ぜられ、同年5月、大本営内政部部長に転じた。翌年1月、病を理由に内政部長を辞任する。1925年（民国14年）3月に孫文が死去すると、徐は北京に赴いて葬儀を手伝った。
これ以後、徐紹楨は事実上政界から引退し、主に上海で著述につとめた。国民政府時代に、一時的ながら国民政府委員にも任ぜられている。1936年（民国25年）9月13日、上海にて病没。享年76（満75歳）。